# العصر الأوليغوسيني
الأوليغوسيني أو الضُّحَويّ أو العصر الحديث اللاحق (باللاتينية: Oligocene) فترة جيولوجية من المقياس الزمني الجيولوجي تمتد من 33.9 إلى 23.04 مليون سنة مضت، لمدة 10.86 مليون سنة تقريبا. وكما هو الحال مع الفترات الجيولوجية القديمة الأخرى، فإن طبقات الصخور التي تُعرّف العصر تم تحديدها جيدًا، لكن التواريخ الدقيقة لبداية ونهاية العصر غير مؤكدة إلى حد ما.
يُعتبر الأوليغوسيني فترة انتقالية مهمة، إذ يُمثل حلقة وصل بين عالم الإيوسيني الاستوائي القديم والنظم البيئية الحديثة في الميوسيني. وشملت التغيرات الرئيسية خلال الأوليغوسيني توسعًا عالميًا في الأراضي العُشبيّة، وتراجعًا للغابات الاستوائية عريضة الأوراق إلى الحزام الاستوائي.
تتميز بداية الأوليغوسيني بحدث انقراض بارز يُسمى "الانقلاب الكبير" (Grande Coupure)، حيث شهد استبدال الحيوانات الأوروبية بالحيوانات الآسيوية، باستثناء فصائل القوارض والجرابيات المستوطنة. على النقيض من ذلك، فإن الفاصل الأوليغوسيني-الميوسيني لا يُحدد بحدث عالمي يمكن التعرف عليه بسهولة، بل عند الحدود الإقليمية بين أواخر الأوليغوسيني الأكثر دفئًا والميوسيني الأكثر برودة.

## التسمية
صاغ عالم الحفريات الألماني "هاينرش إرنست بايريش" مصطلح الأوليغوسيني عام 1854 بناءً على دراساته للقيعان البحرية في بلجيكا وألمانيا. وجاءت الكلمة (الأوليغوسيني) من اليونانية: ὀλίγος = (olígos) = 'قليل' و καινός = (kainós) = 'جديد'، مشيرة إلى ندرة الأشكال الباقية من الرخويات.

## الأقسام الفرعية والحدود
يقع الحد الأدنى للأوليغوسيني (القسم والنقطة المعيارية للحدود الطبقية العالمية أو GSSP) عند آخر ظهور لجنس المثقبات الهانتكينينا في محجر ماسينيانو بإيطاليا. ومع ذلك، فقد وُجهت انتقادات إلى هذا المقطع والنقطة لاستبعاده الجزء العلوي من مرحلة البريابوني من الإيوسيني، ولأنه يسبق قليلاً التحولات المناخية المهمة التي تُشكل علامات طبيعية للحدود، مثل التحول العالمي لنظائر الأكسجين الذي يُشير إلى توسع التجلد في القارة القطبية الجنوبية (حدث Oi1).
يُعرّف الحد العلوي للأوليجوسين بنقطته المعيارية للحدود الطبقية العالمية (GSSP) في كاروزيو، بإيطاليا، والذي يتزامن مع الظهور الأول للمثقبات (Paragloborotalia kugleri) ومع قاعدة المنطقة الزمنية للقطبية المغناطيسية (C6Cn.2n).
| العصر       | الفترة       | المرحلة    | أهم الأحداث | البداية (م.س.مضت) |
| ----------- | ------------ | ---------- | --- | ----------------- |
| النيوجيني   | الميوسيني    | الأكويتاني | أحدث | أحدث              |
| الباليوجيني | الأوليغوسيني | الخاتي     | - أحداث جيولوجية: انتشار الجليد في القطب الجنوبي. - أحداث حيوية : انقراض الانقلاب الكبير. تطور وتنوع سريع للحيوانات، خاصة الثدييات (على سبيل المثال، أول كنغريات الشكل والفقمة). تطور كبير وانتشار الأنواع الحديثة من كاسيات البذور. انقراض السيمولستانات والمياسويدات واللقمانيات. ظهور الحيتان الحديثة المائية. | 27.3              |
| الباليوجيني | الأوليغوسيني | الروبيلي   | - أحداث جيولوجية: انتشار الجليد في القطب الجنوبي. - أحداث حيوية : انقراض الانقلاب الكبير. تطور وتنوع سريع للحيوانات، خاصة الثدييات (على سبيل المثال، أول كنغريات الشكل والفقمة). تطور كبير وانتشار الأنواع الحديثة من كاسيات البذور. انقراض السيمولستانات والمياسويدات واللقمانيات. ظهور الحيتان الحديثة المائية. | 33.9              |
| الباليوجيني | الإيوسيني    | البريابوني | أقدم | أقدم              |

## التكتونيات والجغرافيا القديمة

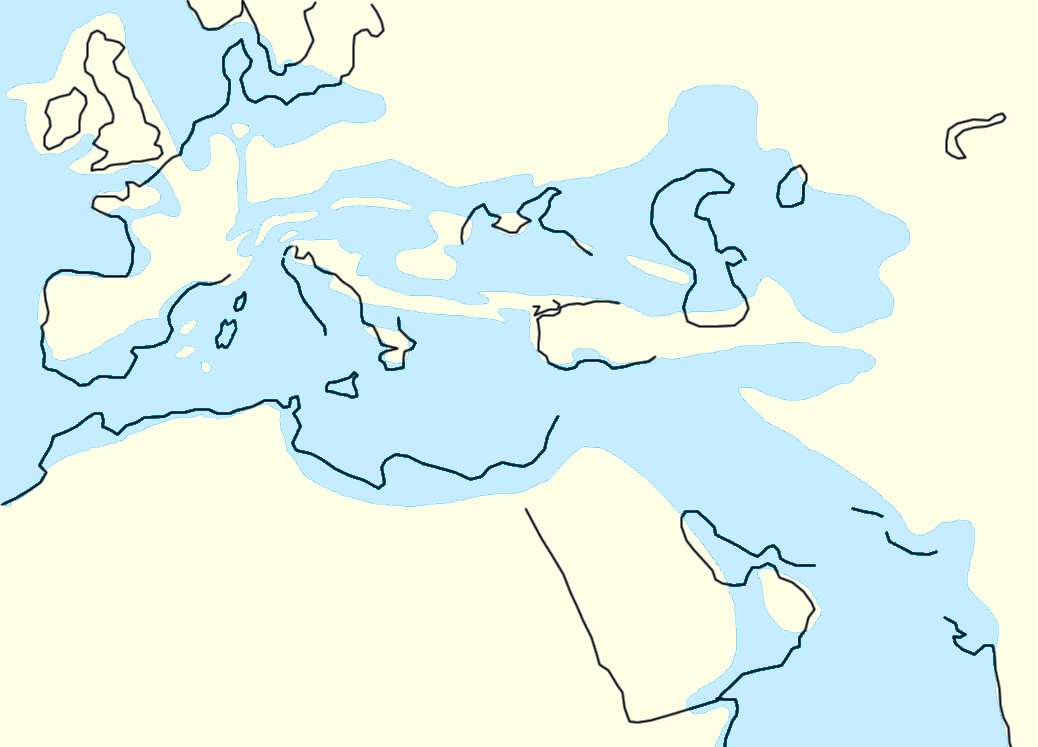
بحر تيثس خلال الأوليغوسيني (الروبيلي، 33.9–28.4 مليون سنة)

خلال الأوليغوسيني، استمرت القارات بالانجراف نحو مواقعها الحالية. وأصبحت القارة القطبية الجنوبية أكثر عزلة مع نشوء قنوات محيطية عميقة بينها وبين أستراليا وأمريكا الجنوبية. كانت أستراليا تنجرف ببطء شديد عن غرب القارة القطبية الجنوبية منذ العصر الجوراسي، لكن التوقيت الدقيق لنشوء القنوات المحيطية بين القارتين لا يزال غير مؤكد. ومع ذلك، تشير إحدى التقديرات إلى أن قناة عميقة كانت قد تشكلت بين القارتين بحلول نهاية الأوليغوسيني المبكر. وتوقيت تكوّن ممر دريك بين أمريكا الجنوبية والقارة القطبية الجنوبية غير مؤكد أيضًا، حيث تتراوح التقديرات بين 49 و17 مليون سنة مضت (من الإيوسيني المبكر إلى الميوسيني)، ولكن من المحتمل أن تكون الدورة المحيطية عبر ممر دريك قد بدأت أيضًا بحلول نهاية الأوليغوسيني المبكر. ربما تعرض ذلك لانقطاع مؤقت بسبب تضيّق في ممر دريك خلال فترة تمتد من منتصف إلى أواخر الأوليغوسيني (29 إلى 22 مليون سنة مضت) حتى منتصف الميوسيني (15 مليون سنة مضت).
بلغت ترتيبات الصفائح التكتونية المحيطية في شمال شرق المحيط الهادئ والتي بدأت في الباليوسيني ذروتها مع وصول منطقتي التشقق "موراي و مندوسينو" إلى منطقة الاندساس في أمريكا الشمالية. أدى ذلك إلى بدء حركة الانزلاق الجانبي على طول صدع سان أندرياس والتكتونيات التوسعية في منطقة الحوض والسلسلة، وأنهى النشاط البركاني جنوب جبال كاسكيد، وتسبب في الدوران باتجاه عقارب الساعة للعديد من التضاريس لغرب أمريكا الشمالية، وقد كانت جبال روكي في نهاية تشكلها. نشأ قوس بركاني جديد في غرب أمريكا الشمالية، بعيدًا عن الساحل نحو الداخل، يمتد من وسط المكسيك عبر حقل موغولون-داتيل البركاني إلى حقل سان خوان البركاني، ثم عبر يوتا ونيفادا إلى جبال كاسكيد الشمالية الأصلية. أنتجت رواسب رماد هذه البراكين الهائلة تجبل وايت ريفر وتجبل أريكاري في السهول العالية، مع طبقاتها الأحفورية الجيدة.
بين 31 و26 مليون سنة مضت، تشكل فيضان بازلت إثيوبيا-اليمن القاري بواسطة الإقليم الناري الكبير في شرق إفريقيا، والتي بدأت أيضًا في حدوث الصدع على طول البحر الأحمر وخليج عدن.
ارتفعت جبال الألب بسرعة في أوروبا نتيجة استمرار اندفاع الصفيحة الإفريقية شمالًا نحو الصفيحة الأوراسية، مما أدى إلى عزل ما تبقى من بحر تيثس. كانت مستويات سطح البحر في الأوليغوسيني أقل مما كانت عليه في أوائل الإيوسيني، مما أدى إلى كشف سهول ساحلية واسعة في أوروبا وساحل الخليج والساحل الأطلسي في أمريكا الشمالية. في وقت مبكر من الأوليغوسيني تراجع بحر أوبك، الذي كان يفصل أوروبا عن آسيا، مما أدى إلى نشوء اتصال بري دائم بين القارتين. كان بحر باراتيثس يمتد من ما يُعرف الآن بشبه جزيرة البلقان عبر آسيا الوسطى إلى منطقة تيان شان في شينجيانغ الحالية. في بداية الأوليغوسيني يبدو أنه كان هناك جسر بري بين أمريكا الشمالية وأوروبا، نظرًا لتشابه حيوانات المنطقتين إلى حد كبير. ومع اقتراب نهاية الأوليغوسيني، حدث توغل بحري قصير في أوروبا.
لا يزال ارتفاع جبال الهيمالايا خلال الأوليغوسيني غير مفهوم بشكل جيد. تشير إحدى الفرضيات الحديثة إلى أن قارة صغيرة منفصلة اصطدمت بجنوب آسيا في بداية الإيوسيني، وأن الهند نفسها لم تصطدم بجنوب آسيا حتى نهاية الأوليغوسيني. ربما وصلت هضبة التبت إلى ارتفاعها الحالي بأواخر الأوليغوسيني.
بدأت جبال الأنديز تُشكّل سلسلة جبلية رئيسية لأول مرة في عصر الأوليجوسين، وذلك مع ازدياد زاوية الانغراز المباشر للصفيحة التكتونية تحت الساحل.

## المناخ

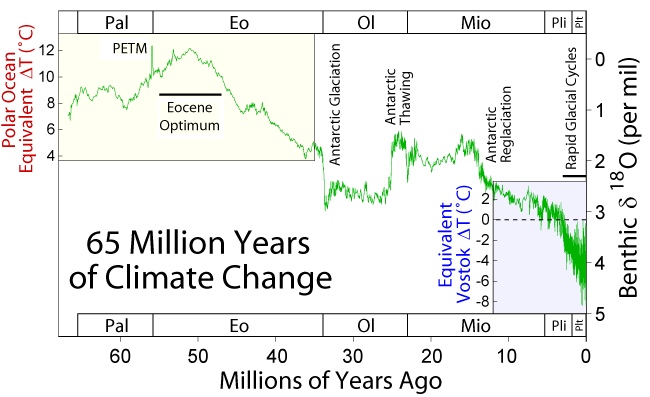
تغير المناخ خلال الـ 65 مليون سنة الماضية.

عكس مناخ الأوليغوسيني اتجاهًا عامًا للتبريد بعد فترة الذروة المناخية للإيوسيني المبكر. وقد أدى هذا إلى تحول مناخ الأرض من مناخ دفيئة إلى مناخ جليديّ.

### انتقال الإيوسيني-الأوليغوسيني وحدث Oi1
كان انتقال الإيوسيني-الأوليغوسيني حدثًا تبريديًا رئيسيًا ومنظم للمحيط الحيوي، وكان جزءًا من اتجاه أوسع للتبريد العالمي حيث امتد من البارتوني إلى الروبيلي. وتميز هذا الانتقال بحدث نظائر الأوليغوسيني-1 (Oi1)، وهو انحراف لنظائر الأكسجين حدث منذ حوالي 33.55 مليون سنة، انخفضت خلاله نسب نظائر الأكسجين بمقدار 1.3‰. ويُقدر أن حوالي 0.3-0.4‰ من هذا الانخفاض يعود إلى التوسع الكبير للصفائح الجليدية في المنطقة القطبية الجنوبية. أما النسبة المتبقية، والتي تتراوح بين 0.9 و1.0‰، فتعود إلى حوالي 5 إلى 6 درجات مئوية من التبريد العالمي. يُرجّح أن هذا الانتقال قد حدث على ثلاث خطوات متقاربة خلال الفترة من 33.8 إلى 33.5 مليون سنة مضت. وبحلول نهاية الفترة الانتقالية، انخفض مستوى سطح البحر بمقدار 105 أمتار، وأصبحت الصفائح الجليدية أكبر بنسبة 25% من مساحتها في العالم الحديث.
تظهر آثار هذا انتقال في السجل الجيولوجي في العديد من المواقع حول العالم. فقد ازدادت كميات الجليد مع انخفاض درجات الحرارة ومستويات سطح البحر. واختفت بحيرات "بلايا" في هضبة التبت خلال الانتقال، مما يشير إلى برودة وجفاف آسيا الوسطى. تشير تحاليل حبوب اللقاح والأبواغ في الرواسب البحرية لبحر النرويج-غرينلاند إلى انخفاض في درجات حرارة الشتاء في خطوط العرض العالية بنحو 5 درجات مئوية مباشرة قبل حدث Oi1. تشير بيانات حفر الأعماق من جنوب شرق جزر فارو إلى أن دوران المحيطات العميقة من المحيط المتجمد الشمالي إلى المحيط الأطلسي الشمالي بدأ في أوائل العصر الأوليغوسيني. يشير تأريخ الحفر من ترسيبات الانجراف في جنوب شرق جزر فارو إلى أن تيارات المحيط العميقة من المحيط المتجمد الشمالي إلى شمال المحيط الأطلسي قد بدأت في بداية الأوليغوسيني.
أفضل سجل مناخي قاري للأوليغوسيني يأتي من أمريكا الشمالية، حيث انخفضت درجات الحرارة بمقدار 7 إلى 11 درجة مئوية في بداية هذه الفترة. ويُلاحظ هذا التغير من ألاسكا حتى ساحل الخليج. تعكس التربة الأحفورية من الإيوسيني المتأخر هطول أمطار سنوي يزيد عن متر، لكن هطول الأمطار في بداية الأوليغوسيني كان أقل من نصف هذا المعدل. وفي وسط أمريكا الشمالية، بلغ مقدار التبريد حوالي 8.2 ± 3.1 درجة مئوية خلال فترة استمرت 400,000 عام، مع قلة الأدلة على حدوث زيادة كبيرة في الجفاف خلال هذه الفترة. يشير الحطام الجليدي المنجرف في بحر النرويج-غرينلاند إلى أن الأنهار الجليدية قد ظهرت في غرينلاند بحلول بداية الأوليغوسيني.
وصلت الصفائح الجليدية القارية في القارة القطبية الجنوبية (أنتاركتيكا) إلى مستوى سطح البحر خلال فترة الانتقال. يوفر الحطام الجليدي المنجرف من بداية الأوليغوسيني في "بحر ودل" و"هضبة كيرغولين"، إلى جانب التغير في نظائر الأوكسجين المعروف باسم Oi1، دليلاً قاطعًا على وجود صفيحة جليدية قارية في أنتاركتيكا بحلول بداية الأوليغوسيني.
لم تُفهم أسباب الانتقال من الإيوسيني إلى الأوليغوسيني بشكل كامل بعد. فتوقيت هذا الحدث لا يتوافق مع أي من الأحداث الاصطدامية المعروفة أو مع النشاط البركاني في هضبة إثيوبيا. وقد طُرحت فرضيتان أخريان كمحركات محتملة لهذا التغير المناخي، وهما ليستا متعارضتين. الأولى هي العزل الحراري لقارة أنتاركتيكا نتيجة تطور التيار المحيطي للقطب الجنوبي. تشير نوى الرواسب العميقة جنوب نيوزيلندا إلى وجود تيارات بحرية عميقة وباردة ببداية الأوليغوسيني. ومع ذلك، لايزال توقيت هذا الحدث مثيرًا للجدل. أما الاحتمال الآخر، والذي توجد له أدلة كبيرة، فهو انخفاض مستويات ثاني أكسيد الكربون في الغلاف الجوي (pCO2) خلال فترة الانتقال. ويُقدّر أن ضغط ثاني أكسيد الكربون الجزئي (pCO2) قد انخفض مباشرة قبل الانتقال إلى حوالي 760 جزءًا في المليون في ذروة نمو الصفائح الجليدية، ثم ارتفع قليلًا قبل أن يستأنف انخفاضه التدريجي. وتُظهر نماذج المناخ أن تجلّد قارة أنتاركتيكا حدث فقط عندما انخفض ضغط ثاني أكسيد الكربون الجزئي إلى ما دون قيمة العتبة الحرجة.
تشير نسب نظائر الأكسجين لعضديات الأرجل في نيوزيلندا إلى أن تقاربًا شبه استوائيًا أوليًا قد تطور في بداية الأوليغوسيني، حيث كانت شمال نيوزيلندا شبه استوائية، بينما تم تبريد جنوب وشرق نيوزيلندا بسبب المياه الشبه قطبية الباردة.

### مناخ منتصف الأوليغوسيني وحدث Oi2
مناخ الأوليغوسيني بعد حدث الإيوسيني-الأوليغوسيني غير معروف جيدًا. وقد حدثت عدة موجات من التجلّد في منتصف الأوليغوسيني، تقريبًا في نفس وقت تغير نظائر الأوكسجين المعروف باسم (Oi2). أدى ذلك إلى أكبر انخفاض في مستوى سطح البحر خلال المئة مليون سنة الماضية، بحوالي 75 مترًا. ويظهر هذا في تشقق الرفوف القارية في منتصف الأوليغوسيني وعدم التوافق في الصخور البحرية حول العالم.
تشير بعض الأدلة إلى أن المناخ ظل دافئًا في خطوط العرض العالية حتى مع تعرض الصفائح الجليدية لدورات من النمو والانحسار استجابةً التأثير المداري والمحركات المناخية أخرى. تشير أدلة أخرى إلى تبريد كبير في مناطق خطوط العرض العليا. وجزء من الصعوبة قد يكمن في وجود اختلافات إقليمية قوية في الاستجابة للتغيرات المناخية. تشير الأدلة على أن مناخ الأوليغوسيني كان دافئ نسبيًا إلى حالة مناخية غامضة، لا دفيئة ولا جليدية.

### الاحترار في أواخر الأوليغوسيني
من المحتمل أن يكون أواخر الأوليغوسيني (من 26.5 إلى 24 مليون سنة مضت) قد شهد اتجاهًا للاحترار على الرغم من انخفاض مستويات ضغط ثاني أكسيد الكربون الجزئي، رغم أن هذا يختلف حسب المنطقة. ومع ذلك، ظلت القارة القطبية الجنوبية مغطاة بالجليد بكثافة خلال هذه الفترة الدافئة. يمكن ملاحظة الاحترار في الأوليغوسيني في تعداد حبوب اللقاح من هضبة التبت، والتي تُظهر أيضًا أن مناخ جنوب آسيا الموسمي قد تطورت بالفعل بحلول أواخر الأوليغوسيني . حوالي 25.8 مليون سنة مضت، شهدت الرياح الموسمية في جنوب آسيا مرحلة من التعزيز الكبير ناتجة عن ارتفاع هضبة التبت.
تم تسجيل حدث حدودي جليدي عميق يعود إلى 400,000 سنة في خليج ماكموردو ساوند وجزيرة الملك جورج خلال فترتي الأوليغوسيني والميوسيني.

## المحيط الحيوي

### النباتات
خلال فترة انتقال الإيوسيني-الأوليغوسيني غطت ظاهرة (Oi1) قارة أنتاركتيكا بصفائح جليدية، مما ترك نبات الزان الجنوبي (نوثوفاجوس) والنباتات الحزازية والسراخس تتشبث بالحياة حول محيط أنتاركتيكا في ظروف التندرا.
استمرت النباتات المزهرة في التوسع حول العالم حيث حلت الغابة النفضية المعتدلة] محل الغابات الاستوائية وشبه الاستوائية. أصبحت السهول المفتوحة والصحاري أكثر شيوعًا، وتوسعت الأعشاب من موائلها على ضفاف المياه خلال فترة الإيوسيني إلى مساحات مفتوحة. أدى انخفاض ضغط ثاني أكسيد الكربون الجزئي (pCO2) إلى تفضيل التمثيل الضوئي رباعي الكربون، الذي يوجد فقط في النباتات المزهرة وتتميز بها الأعشاب بشكل خاص. ومع ذلك، حتى في نهاية هذا العصر، لم تكن الأعشاب شائعة بما يكفي لتشكيل السافانا الحديثة.
في أمريكا الشمالية، استُبدل جزء كبير من الغابات الكثيفة بأراضٍ شجرية متناثرة مع غابات نهرية (مجاورة للمجاري المائية). هيمنت الأنواع شبه الاستوائية، وظهرت أشجار الكاجو والليتشي، وانتشرت النباتات الخشبية المعتدلة كالورود والزان والصنوبر.  انتشرت البقوليات، بينما واصلت السعديات والسرخسيات ازدهارها.
في أوروبا، أصبحت التجمعات النباتية تتأثر بشكل متزايد بتعزز الموسمية المرتبط بنشاط الحرائق البرية. وفي باكستان، تكونت النباتات بشكل رئيسي من غابات جافة ولكنها كثيفة. في شمال الصين، كان هناك تزايد تدريجي في سيطرة البيئات المفتوحة والمغطاة بالأعشاب. تُظهر النباتات الأحفورية الضخمة في "ها لونغ" من تكوين "دونغ هو" للأوليغوسيني أن نباتات الأوليغوسيني في فيتنام سابقا كانت مشابهة جدًا لنباتاتها الحالية.
تظهر الأعشاب البحرية لأول مرة في السجل الأحفوري خلال الأوليغوسيني المبكر.

### الحيوانات

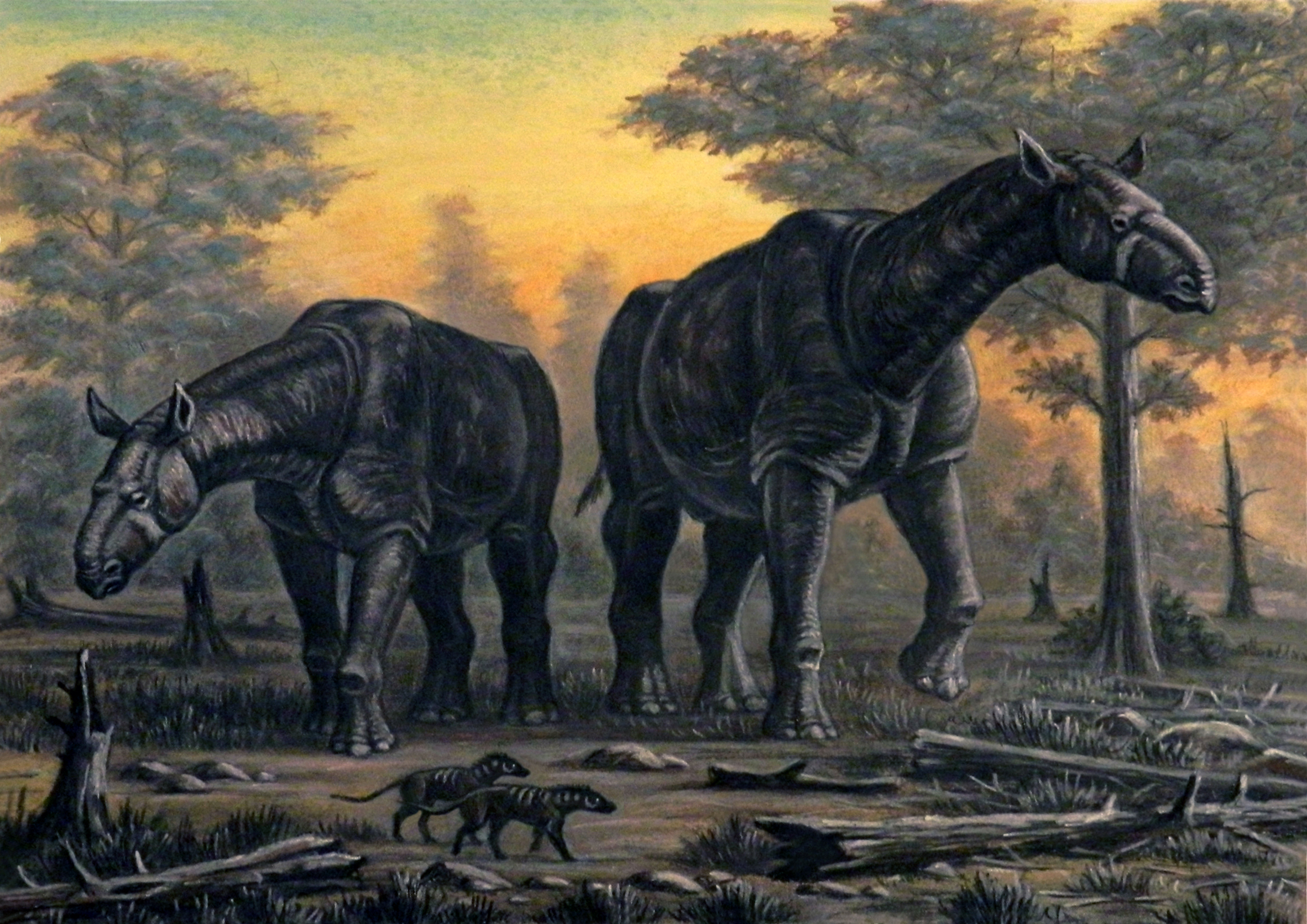
تصوير مُعاد لحيوان الباراسيراثيريم بجوار حيوان الهاينودون

ظهرت معظم فصائل الثدييات الباقية مع نهاية الأوليغوسيني. شمل ذلك خيولًا بدائية بثلاثة أصابع، ووحيد القرن، والجمال، والأيل، والخنازير الأمريكية (البيكاري). وبدأت آكلات اللحوم، مثل الكلاب، والنيمرافيدات (القطط سيفية الأنياب الكاذبة)، والدببة، وابن عرس، والراكون، تحل محل الكريدونتات التي سادت في العصر الباليوسيني في العالم القديم. وشهدت القوارض والأرانب تنوعًا هائلًا نتيجةً لزيادة الموائل المناسبة لآكلات البذور الأرضية، في حين تضاءلت موائل آكلات المكسرات والفواكه الشبيهة بالسناجب. تقلّص نطاق انتشار الرئيسيات، التي كانت موجودة سابقًا في أوراسيا، ليقتصر على إفريقيا وأمريكا الجنوبية. أصبحت مجموعات عديدة، مثل الخيليات، والإنتيلودونت، والكركدنيات، والمجترات ذوات الأسنان، والجمليات، أكثر قدرة على الجري خلال هذه الفترة، متكيفةً مع السهول التي كانت تتسع مع انحسار غابات الإيوسيني المطيرة. انقرضت حيوانات البرونتوثيريات في أوائل الأوليغوسيني، وانقرضت حيوانات الكريدونتات خارج أفريقيا والشرق الأوسط في نهاية العصر. كما انقرضت في هذه الفترة اللانابيات (Multituberculates)، وهي سلالة قديمة من الثدييات البدائية نشأت في العصر الجوراسي، باستثناء وحشيات غندوانا.
وُصفت فترة انتقال الإيوسيني-الأوليغوسيني في أوروبا وآسيا باسم "الانقلاب الكبير" (Grande Coupure). حيث أدى انخفاض مستويات سطح البحر إلى إغلاق مضيق تورغاي عبر بحر أوبيك، الذي كان يفصل آسيا عن أوروبا في السابق. وقد سمح هذا للثدييات الآسيوية، مثل والكركدنيات والمجترات، بدخول أوروبا وبالتالي دفع الأنواع المتوطنة إلى الانقراض. حدثت تحولات حيوانية أصغر حجماً بالتزامن مع حدث Oi2 ونحو نهاية الأوليغوسيني. حدث تنوع كبير في الثدييات في أوراسيا، بما في ذلك حيوانات الإندريكوثير العملاقة، التي وصل ارتفاعها إلى 6 أمتار عند الكتف ووزنها إلى 20 طناً. كان حيوان الباراسيراثيريم أحد أكبر الثدييات البرية التي وطأت الأرض على الإطلاق. ومع ذلك، كانت حيوانات الإندريكوثير استثناءً للاتجاه العام الذي كان سائداً بين ثدييات الأوليغوسيني، وهو أن تكون أصغر حجماً بكثير من نظيراتها في الإيوسيني. في منتصف الأوليغوسيني ظهرت في أوراسيا أقدم الغزلان والزرافات والخنازير والماشية. ظهر أول سنوري الذي يدعى بروايلورس في آسيا في أواخر الأوليغوسيني، ثم انتشر إلى أوروبا.

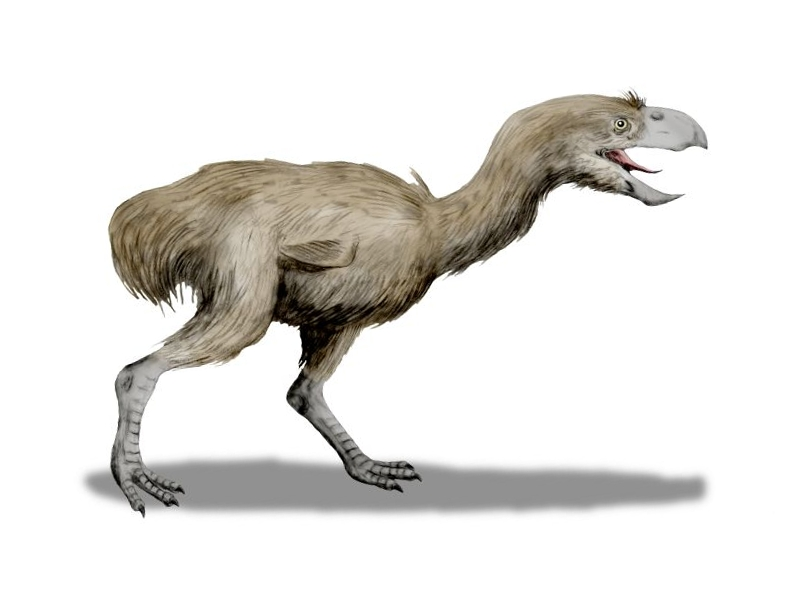
إعادة تصور/إحياء لشكل حياة طائر البارافيسونيس

كانت الهجرة بين آسيا وأمريكا الشمالية محدودة. فقد أدى تبريد وسط أمريكا الشمالية خلال فترة انتقال الإيوسيني-الأوليغوسيني إلى تحول كبير في بطنيات القدم والبرمائيات والزواحف. وكانت الثدييات أقلها تأثرًا. وقد حلت السلاحف البرية محل سلاحف المياه العذبة والتماسيح. تحولت الرخويات إلى أشكال تتحمل للجفاف. سكنت حيوانات النهر الأبيض في وسط أمريكا الشمالية سهلاً شبه قاحل وقد شملت حيوانات الإنتيلودونت مثل الأركيوثيريوم، والجمليات (مثل البويبروثيريوم)، ووحيد القرن العداء، والخيول ثلاثية الأصابع (مثل الميسوهيبوس)، والنيمرافيدات، والبروتوسيراتيد، والكلاب المبكرة مثل الهسبيروسيون. وقد كانت المجترات ذوات الأنياب المجموعة الأمريكيةالمستوطنة، متنوعة للغاية خلال هذه الفترة.

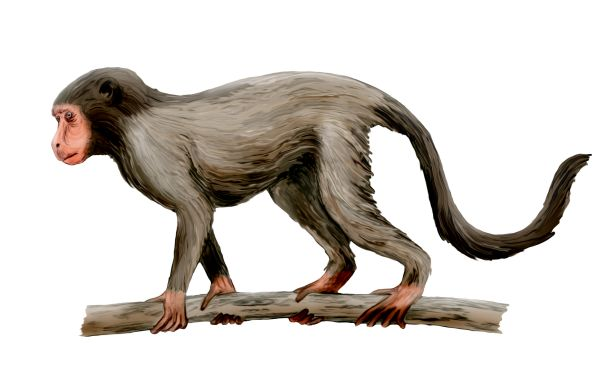
القرد المصري هو جنس من سفليات المنخرين الأحفورية المبكرة التي سبقت التباعد بين أشباه البشر (القردة العليا) وقرود العالم القديم.

أصبحت أستراليا وأمريكا الجنوبية معزولتين جغرافيًا، وتطورت فيهما حيوانات متوطنة مميزة مثل قرود العالم الجديد والقديم. كانت قارة أمريكا الجنوبية موطنًا لحيوانات مثل البيروثيرات والأسترابوثيرات، بالإضافة إلى الليتوبترنات والحافريات الجنوبية. وظلت السوبيكسوكيات، وطيور الرعب، والحيوانات الجرابية آكلة اللحوم، مثل الضباع الشمالية هي المفترسات المهيمنة.
كانت إفريقيا معزولة نسبيًا واحتفظت بحيواناتها المستوطنة. وشملت هذه الحيوانات المستودونات، والوبريات، والأرسينويات، وأشكالًا عتيقة أخرى. كانت مصر في الأوليغوسيني بيئة من الدلتا الحرجية الخصبة. ومع ذلك، شهد الأوليغوسيني المبكر انخفاضًا كبيرًا في تنوع العديد من السلالات الثديية الإفروعربية، بما في ذلك ضباعيات الأسنان، والرئيسيات، وقوارض شيهميات الفك والشذيليات.
خلال الأوليغوسيني، انهار مركز التنوع البيولوجي البحري التيثسي مع تقلص محيط تيثس. أصبحت البحار المحيطة بجنوب شرق آسيا وأستراليا المركز الجديد المهيمن للتنوع البيولوجي البحري. 97% من أنواع الحلزون البحري، و89% من المحار، و50% من شوكيات الجلد على ساحل الخليج لم تنجُ بعد بداية الأوليغوسيني. وتطورت أنواع جديدة، لكن التنوع العام انخفض. هاجرت الرخويات التي تعيش في المياه الباردة حول حافة المحيط الهادئ من ألاسكا وسيبيريا. وكانت الحيوانات البحرية في محيطات الأوليغوسيني تشبه الكائنات الحالية، مثل ذوات الصدفتين. وفي الأوليغوسيني أيضا ظهرت الديدان الهدبية الكلسية.
شهد الأوليغوسيني ظهور أسماك الببغاء، مع انتقال مركز التنوع البيولوجي البحري من تيثيس الأوسط شرقًا إلى المحيط الهادئ الهندي. ويُعدّ السجل الأحفوري للثدييات البحرية خلال هذه الفترة غير مكتمل إلى حد ما، وأقل شهرة مقارنة فترتي الإيوسيني والميوسيني، ومع ذلك فقد تم العثور على بعض الأحافير. كانت الحيتان البالينية والحيتان المسننة قد بدأت بالظهور، بينما بدأت أسلافها من الحيتان القديمة (Archaeoceti) بالتناقص في التنوع بسبب افتقارها لتقنية الصدى الصوتي، وهي أداة كانت مفيدة جدًا مع ازدياد برودة الماء وتعكره، ومن العوامل الأخرى التي ساهمت في تراجعها التغيرات المناخية والتنافس مع الحوتيات الحديثة وأسماك قرش القداس، التي ظهرت أيضًا في هذه الفترة. ويُعرف من هذالفترة أيضًا المدعمات المبكرة، مثل البيهيموتوبس (Behemotops). أما زعنفيات الأقدام (مثل الفقمات وأسود البحر)، فقد ظهرت قرب نهاية هذه الفترة من سلف شبيه بثعلب الماء.

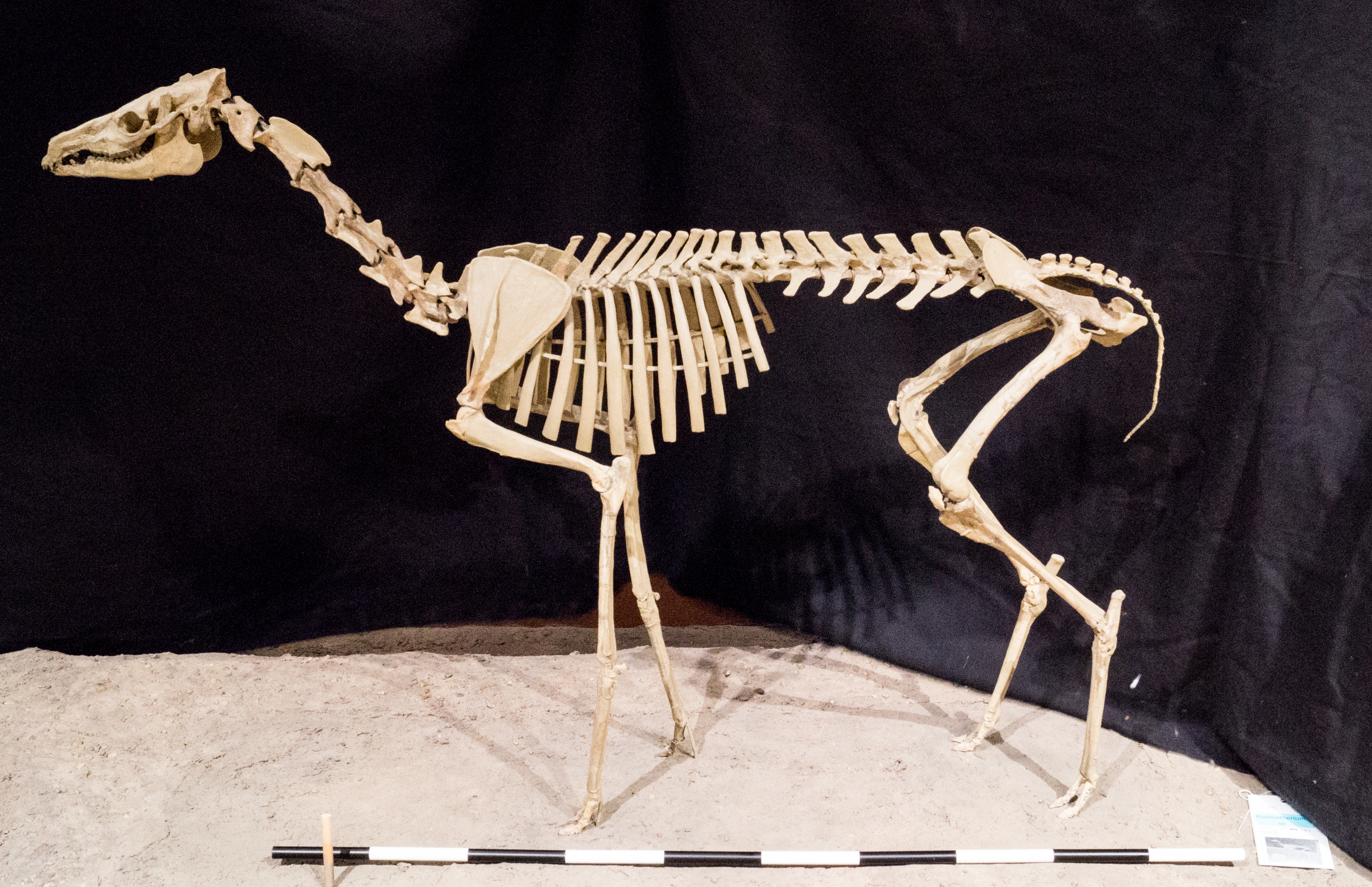
بويبروثيريوم
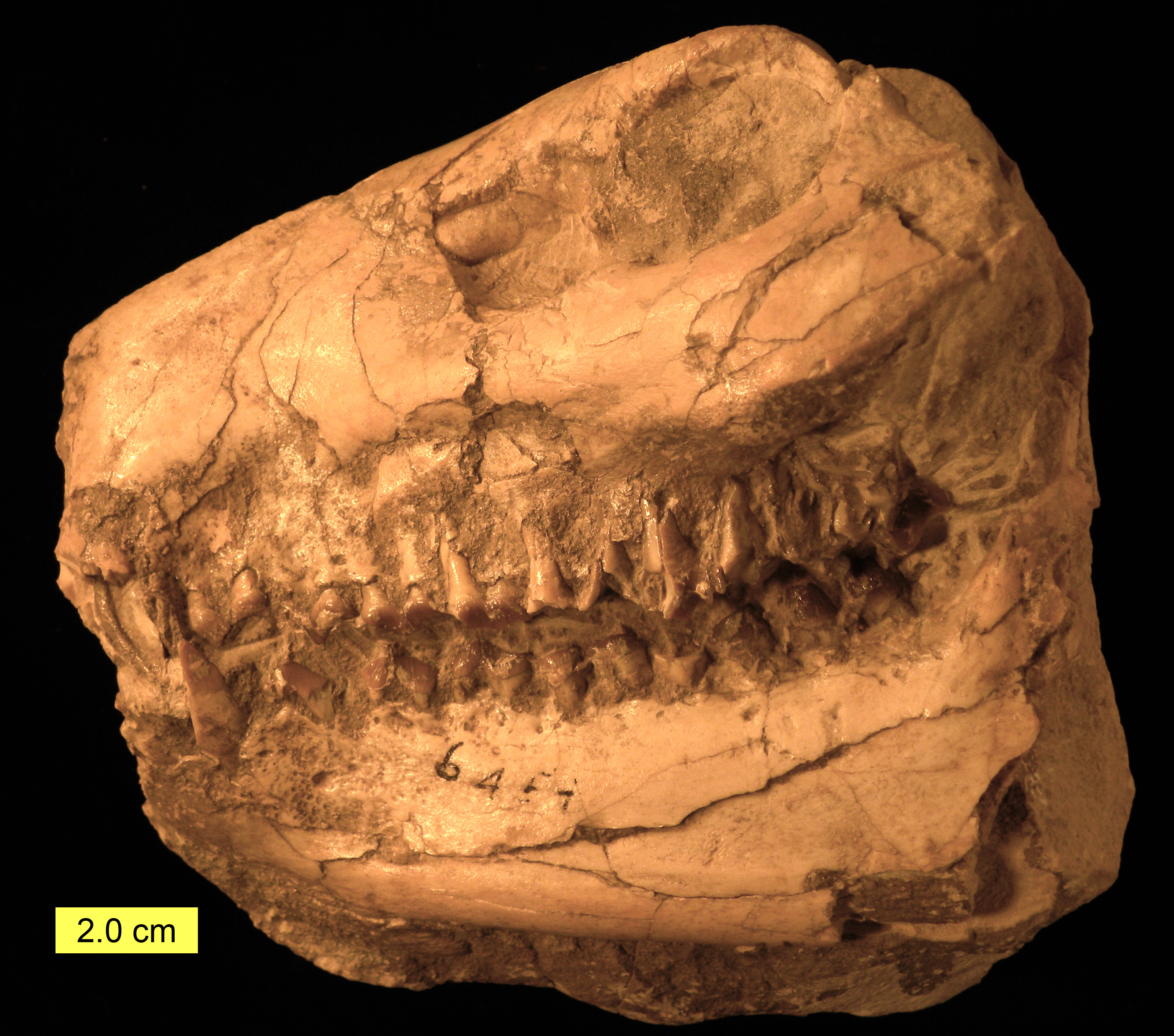
ميريكويدودون
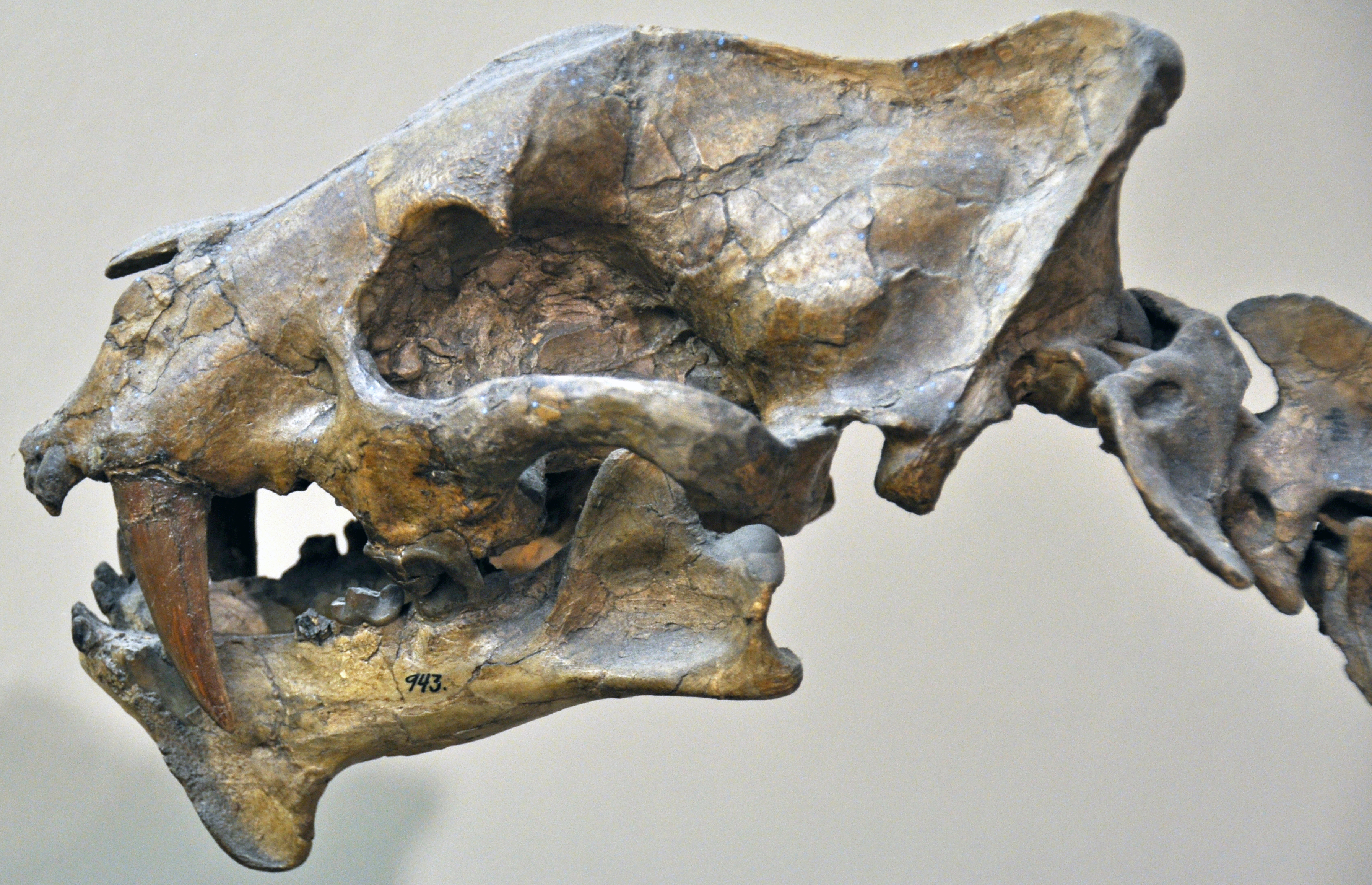
هوبلوفونيوس
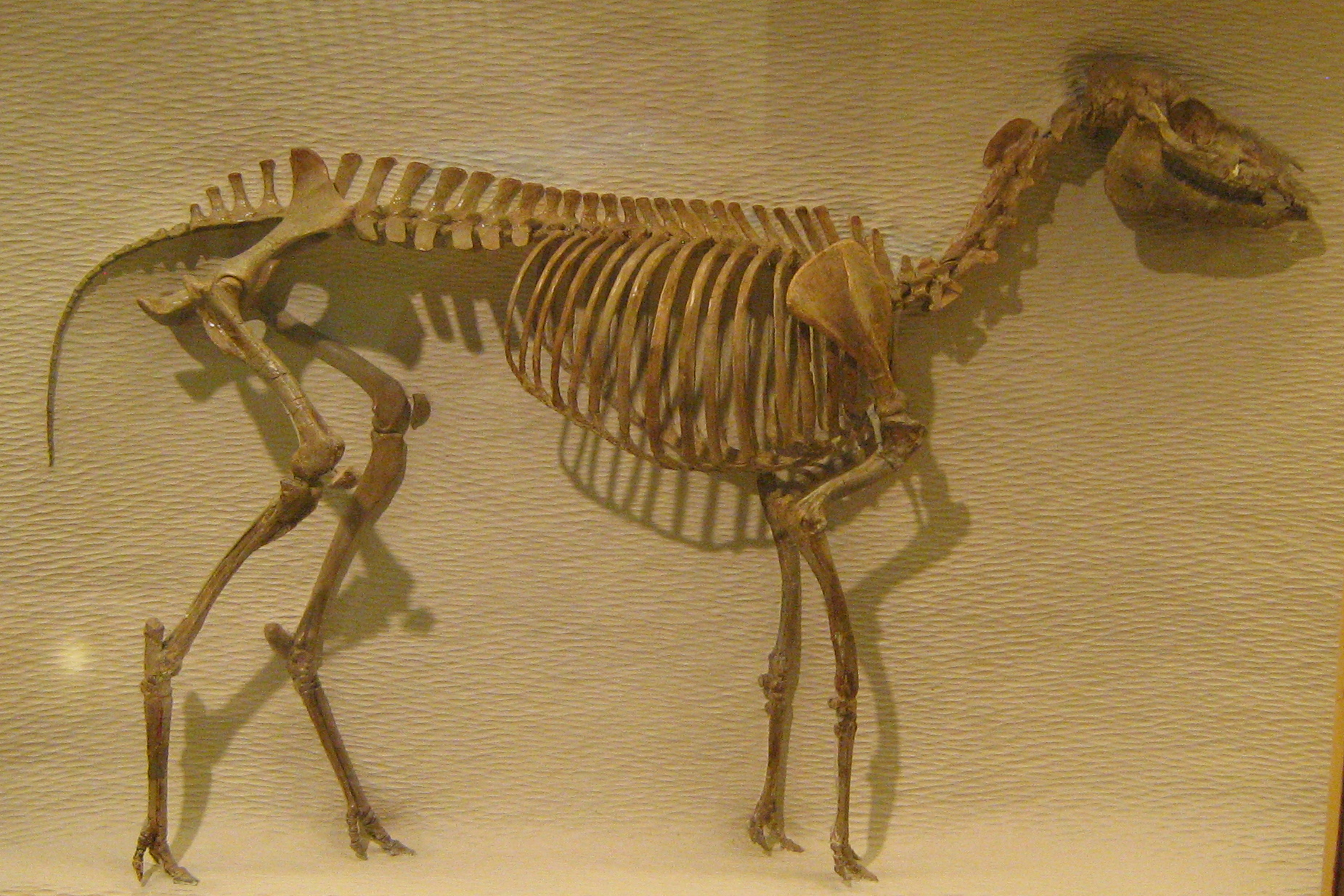
ميسوهيبوس
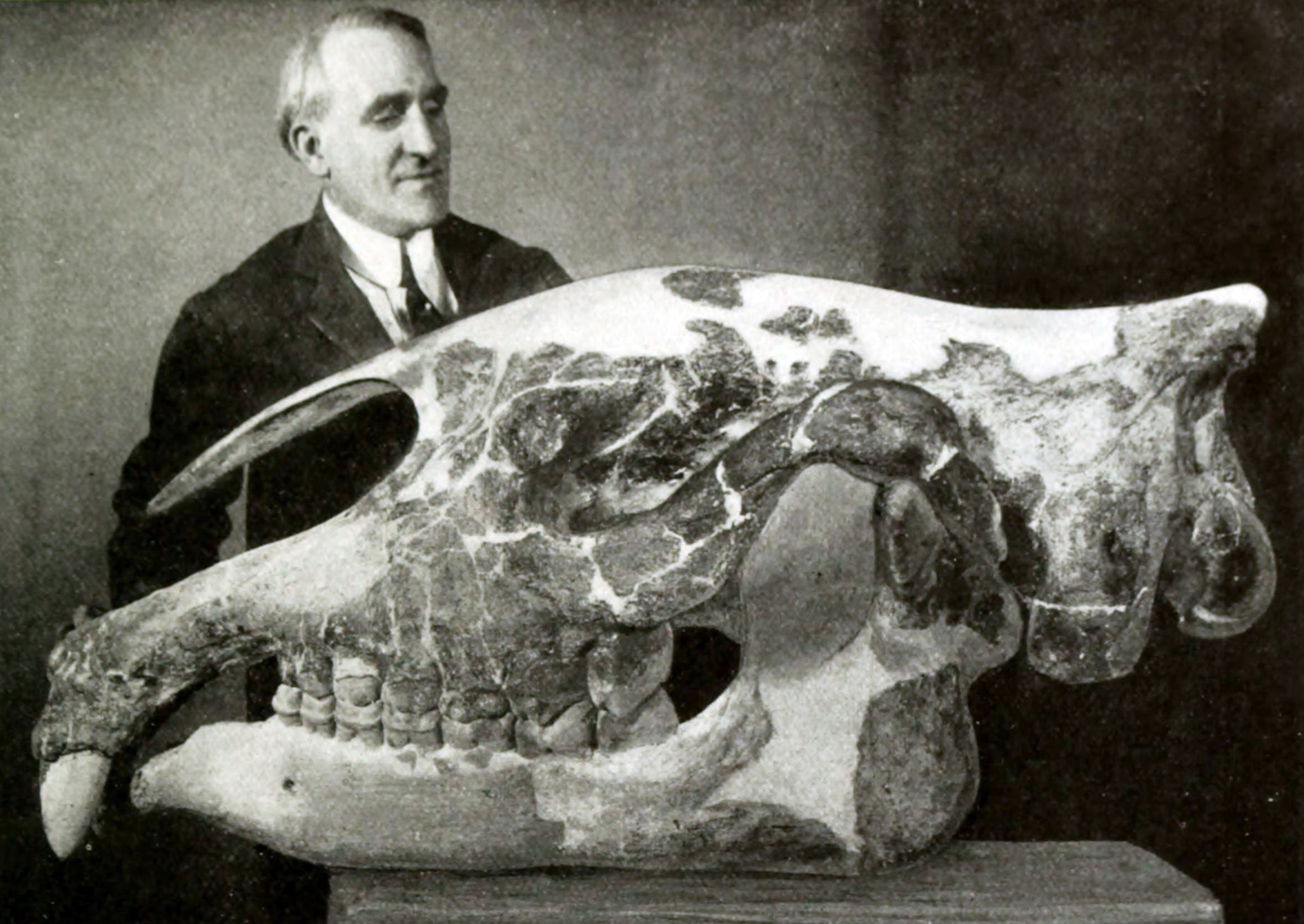
باراسيراثيريم
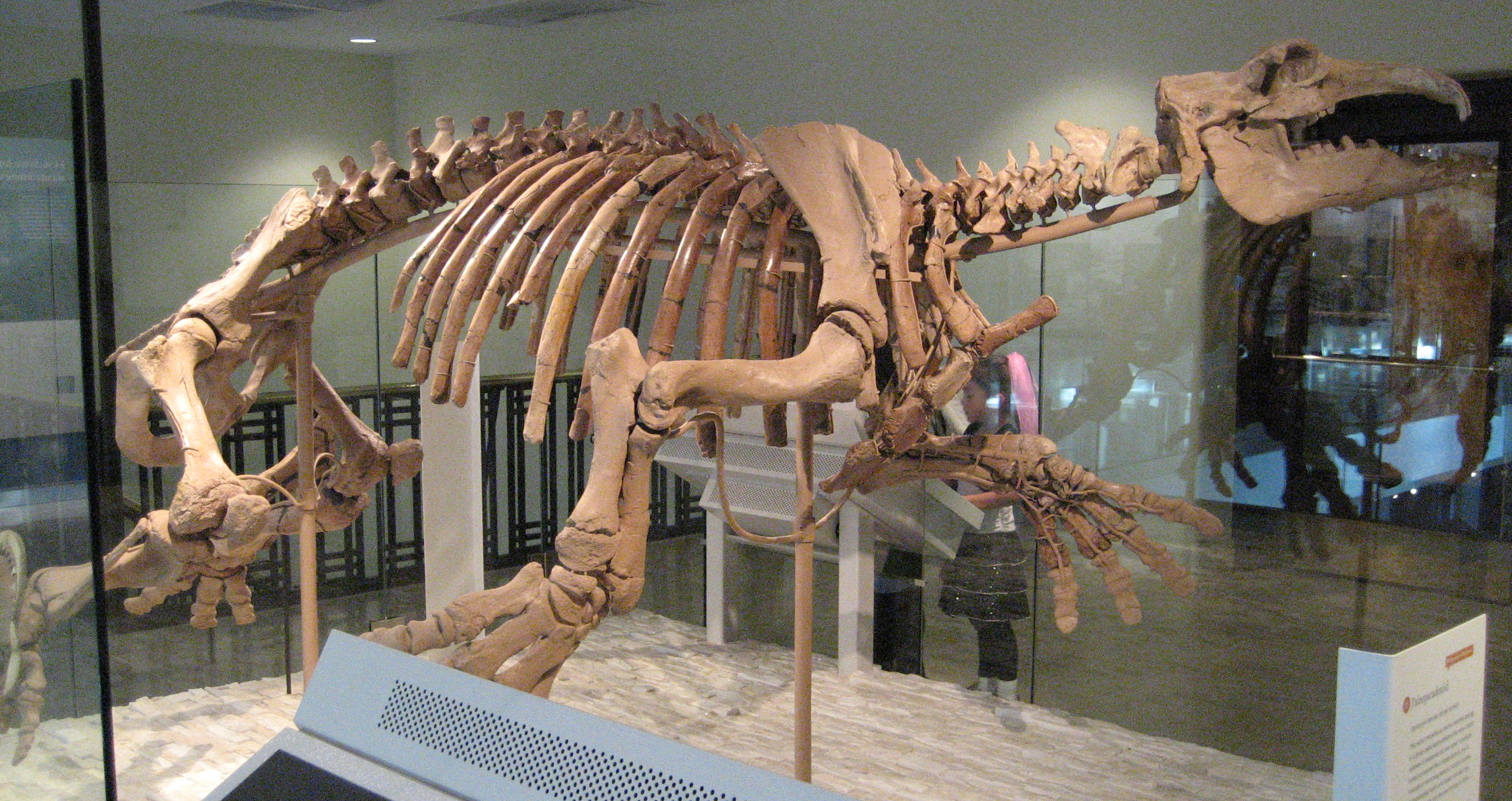
باليوبرادوكسيا
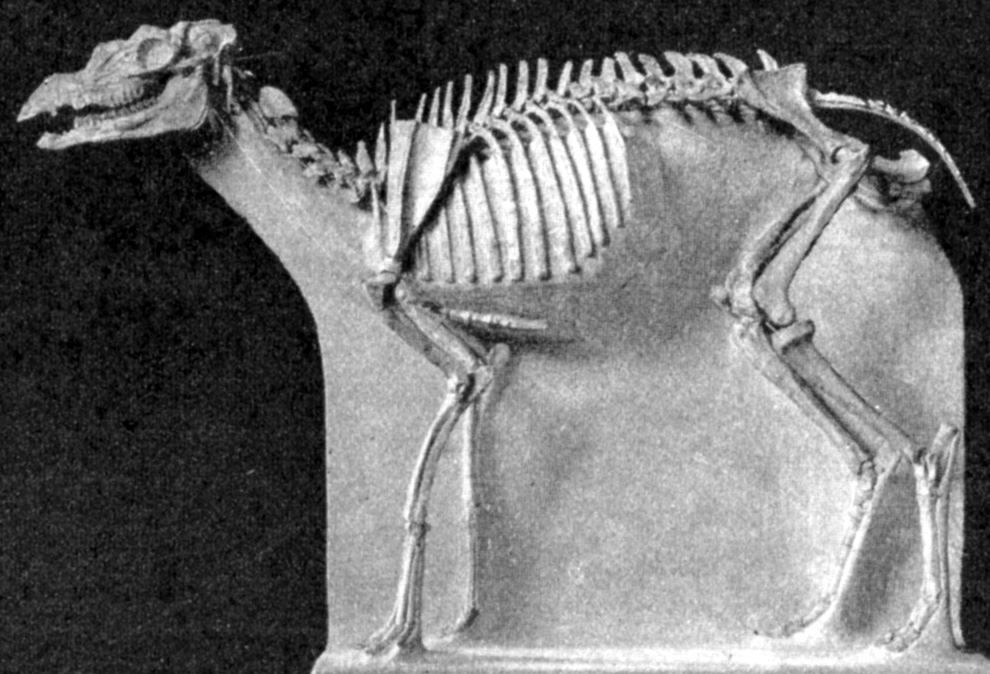
بروتوسيراس
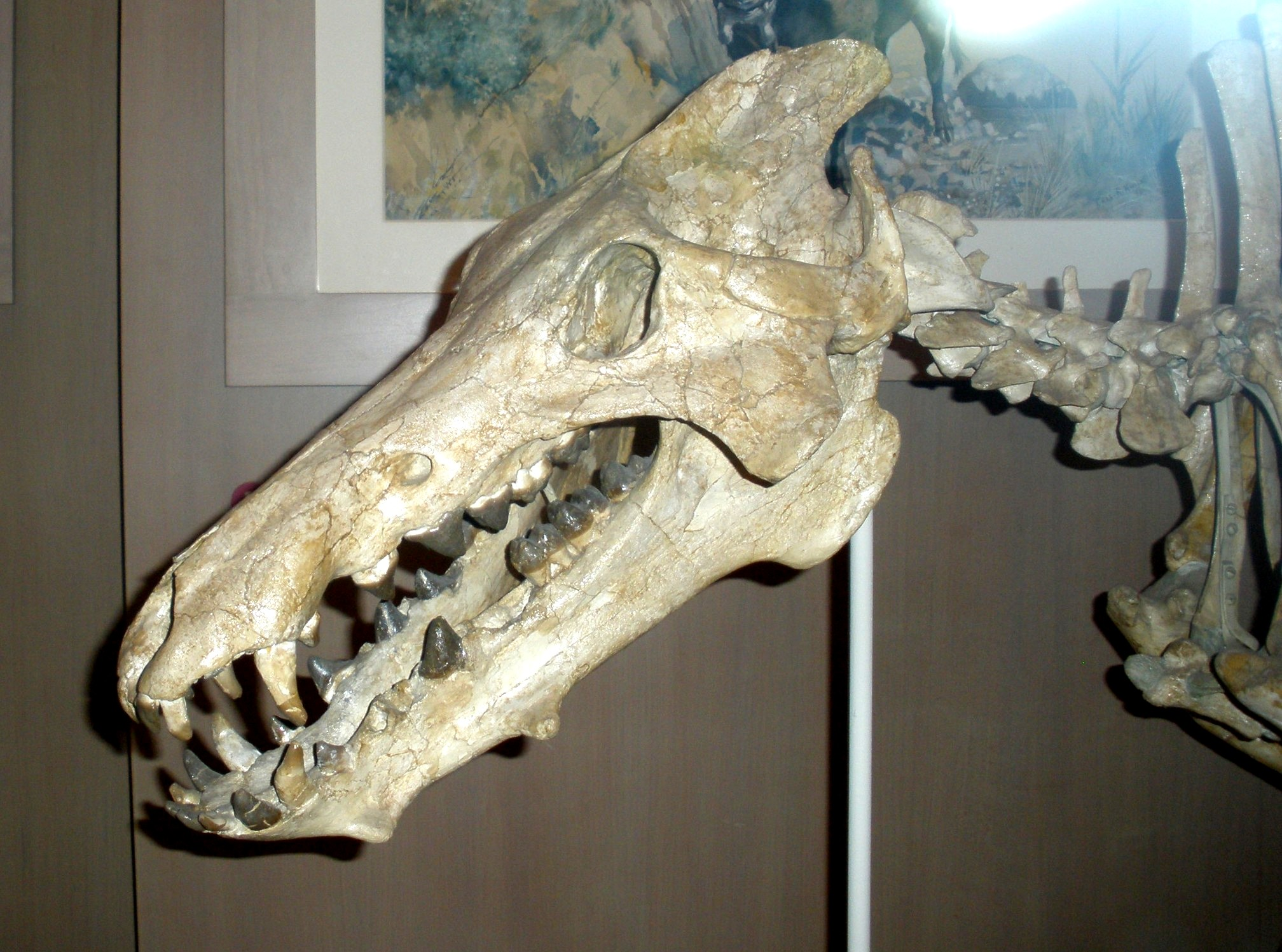
أركيوثيريوم
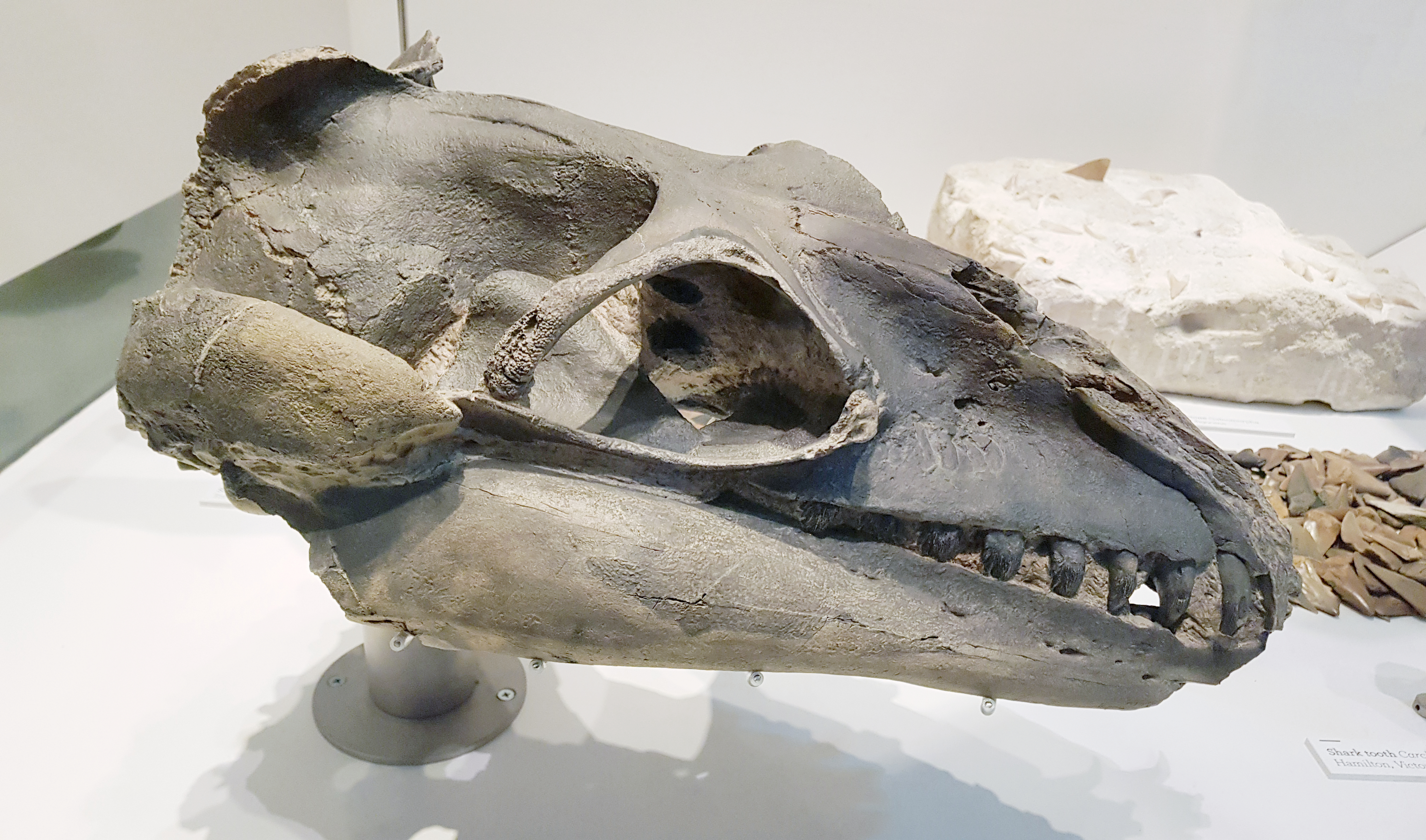
جانجوسيتوس

## المحيطات
يشهد الأوليغوسيني بدايات دوران المحيطات الحديث، حيث تسببت الزحزحة التكتونية في فتح وإغلاق ممرات المحيطات. كان تبريد المحيطات قد بدأ بالفعل عند الحد الفاصل بين الإيوسيني والأوليغوسيني، واستمرت في التبريد مع تقدم الأوليغوسيني. قد يكون تشكل الصفائح الجليدية الدائمة في القارة القطبية الجنوبية خلال الأوليغوسيني المبكر والنشاط الجليدي المحتمل في القطب الشمالي قد أثر على هذا التبريد المحيطي، على الرغم من أن مدى هذا التأثير لا يزال موضع خلاف كبير.

### تأثيرات البوابات المحيطية على الدورة
لعبت البوابات المحيطية دورًا حيويًا في إعادة تشكيل التيارات المحيطية خلا الأوليجوسيني. فتح ممر دريك؛ فتح بوابة تسمانيا وإغلاق طريق تيثيس البحري؛ إلى جانب التكوين النهائي لسلسلة جبال جرينلاند-آيسلندا-جزر فارو؛ مع تحول القارات إلى شكل أكثر حداثة، حدث الشيء نفسه لدوران المحيطات.

### ممر دريك

التغيرات المحيطية التي تحيط بالقارة القطبية الجنوبية خلال الإيوسيني-الأوليغوسيني

يقع ممر دريك بين أمريكا الجنوبية والقارة القطبية الجنوبية. وبمجرد أن انفتح ممر تسمانيا بين أستراليا والقارة القطبية الجنوبية، لم يبقَ ما يمنع القارة القطبية الجنوبية من أن تصبح معزولة تمامًا عن طريق المحيط الجنوبي سوى اتصالها بأمريكا الجنوبية. مع تحرك قارة أمريكا الجنوبية شمالًا، انفتح ممر دريك، مما مكّن من تشكّل التيار القطبي للقطب الجنوبي (ACC)، الذي كان سيحافظ على دوران المياه الباردة حول القارة القطبية الجنوبية، ويعزز تشكّل مياه قاع القارة القطبية الجنوبية (ABW). مع تركيز المياه الباردة حول القارة القطبية الجنوبية، انخفضت درجات حرارة سطح البحر، وبالتالي درجات حرارة القارات. بدأ التجلد في القارة القطبية الجنوبية خلال أوائل الأوليغوسيني، وكان تأثير فتح ممر دريك على هذا التجلد موضوعًا للكثير من الأبحاث. ومع ذلك، لا يزال هناك بعض الجدل حول التوقيت الدقيق لفتح الممر، سواء حدث في بداية الأوليغوسيني أو قرب نهايته. ومع ذلك، تتفق نظريات عدة على أنه عند حدود الإيوسيني/الأوليغوسيني (E/O)، كان هناك تدفق ضحل بين أمريكا الجنوبية والقارة القطبية الجنوبية، مما سمح ببدء تيار قطبي جنوبي.
ينبع من قضية توقيت فتح ممر دريك الخلاف حول مدى تأثير فتح هذا الممر على المناخ العالمي. في حين خلص الباحثون الأوائل إلى أن نشوء التيار القطبي للقطب الجنوبي كان ذا أهمية كبيرة، وربما كان حتى العامل المحفّز لتجلد القارة القطبية الجنوبية وما تبعه من تبريد عالمي، أشارت دراسات أخرى إلى أن إشارة نظير الأكسجين δ18O قوية جدًا بحيث لا يمكن أن يكون التجلد هو العامل الرئيسي وراء التبريد. من خلال دراسة رواسب المحيط الهادئ، أظهر باحثون آخرون أن الانتقال من درجات حرارة محيطات الإيوسيني الدافئة إلى درجات حرارة محيطات الأوليغوسيني الباردة استغرق 300,000 عام فقط، مما يشير بقوة إلى أن ردود الفعل وعوامل أخرى غير التيار القطبي للقطب الجنوبي كانت جزءًا لا يتجزأ من التبريد السريع.
إن أحدث وقت مُفترض لفتح ممر دريك هو بداية الميوسيني. على الرغم من التدفق الضحل بين أمريكا الجنوبية والقارة القطبية الجنوبية، لم يكن هناك فتحة مياه عميقة كافية للسماح بتدفق كبير يؤدي إلى تكوين تيار قطبي جنوبي حقيقي. لو حدث الفتح في وقت متأخر كما هو مُفترض، لما كان لتيار القطب الجنوبي القطبي تأثير يُذكر على تبريد أوائل الأوليغوسيني، لأنه لم يكن موجودًا أصلًا.
يأقدم وقت مفترض لفتح ممر دريك هو حوالي 30 مليون سنة مضت. وإحدى المشكلات المحتملة المتعلقة بهذا التوقيت كانت الحطام القاري الذي يعيق الممر البحري بين الصفيحتين المعنيتين. وقد أظهرت دراسة حديثة أن هذا الحطام، إلى جانب ما يُعرف بمنطقة صدع شاكلتون، حديث العهد نسبيًا، إذ يبلغ عمره حوالي 8 ملايين سنة فقط. وخلصت الدراسة إلى أن ممر دريك كان سيُتاح له تدفق كبير للمياه العميقة قبل حوالي 31 مليون سنة. وكان من شأن ذلك أن يسهل بداية مبكرة للتيار القطبي الجنوبي. وهناك بعض الأدلة على حدوثه قبل ذلك بكثير، خلال أوائل الإيوسيني.

### ممر تاسمانيا
حسب الورقة العلمية كانت البوابة المحيطية الرئيسية الأخرى التي انفتحت خلال هذه الفترة هي بوابة تاسمان، أو تاسمانيا، بين أستراليا والقارة القطبية الجنوبية. وكان الإطار الزمني لانفتاح هذا الممر أقل جدلاً مقارنة بممر دريك، ويُعتبر عمومًا أنه حدث منذ حوالي 34 مليون سنة. ومع اتساع البوابة، ازدادت قوة التيار القطبي الجنوبي.

### ممر تيثس البحري
لم يكن ممر تيثس البحري بوابةً، بل كان بحرًا قائمًا بذاته. كان لانغلاقه خلال الأوليغوسيني تأثيرٌ كبير على كلٍّ من دوران المحيطات والمناخ. وقد أدت اصطدامات الصفيحة الأفريقية بالصفيحة الأوروبية، وشبه القارة الهندية بالصفيحة الآسيوية، إلى قطع ممر تيثيس البحري الذي كان يوفر دورانًا محيطيًا في خطوط العرض المنخفضة. وقد أدى انغلاق تيثيس إلى ظهور جبال جديدة (سلسلة جبال زاغروس)، وسحب المزيد من ثاني أكسيد الكربون من الغلاف الجوي، مما ساهم في تبريد العالم.

### جرينلاند - أيسلندا - جزر فارو
ساهم الانفصال التدريجي لتكتل القشرة القارية وتعمق التلال التكتونية في شمال الأطلسي والتي ستُشكّل لاحقًا غرينلاند وأيسلندا وجزر فارو في زيادة تدفق المياه العميقة في تلك المنطقة. سيتم تقديم المزيد من المعلومات حول تطور المياه العميقة لشمال الأطلسي في الأقسام التالية.

### تبريد المحيط
توجد الأدلة على التبريد الشامل للمحيطات خلال الأوليغوسيني بشكل رئيسي في مؤشرات النظائر. كما يمكن دراسة أنماط الانقراض وأنماط هجرة الأنواع للحصول على رؤى حول ظروف المحيط. لفترة من الزمن، كان يُعتقد أن تجلد القارة القطبية الجنوبية ربما ساهم بشكل كبير في تبريد المحيط، إلا أن الأدلة الحديثة تميل إلى إنكار ذلك.

### المياه العميقة

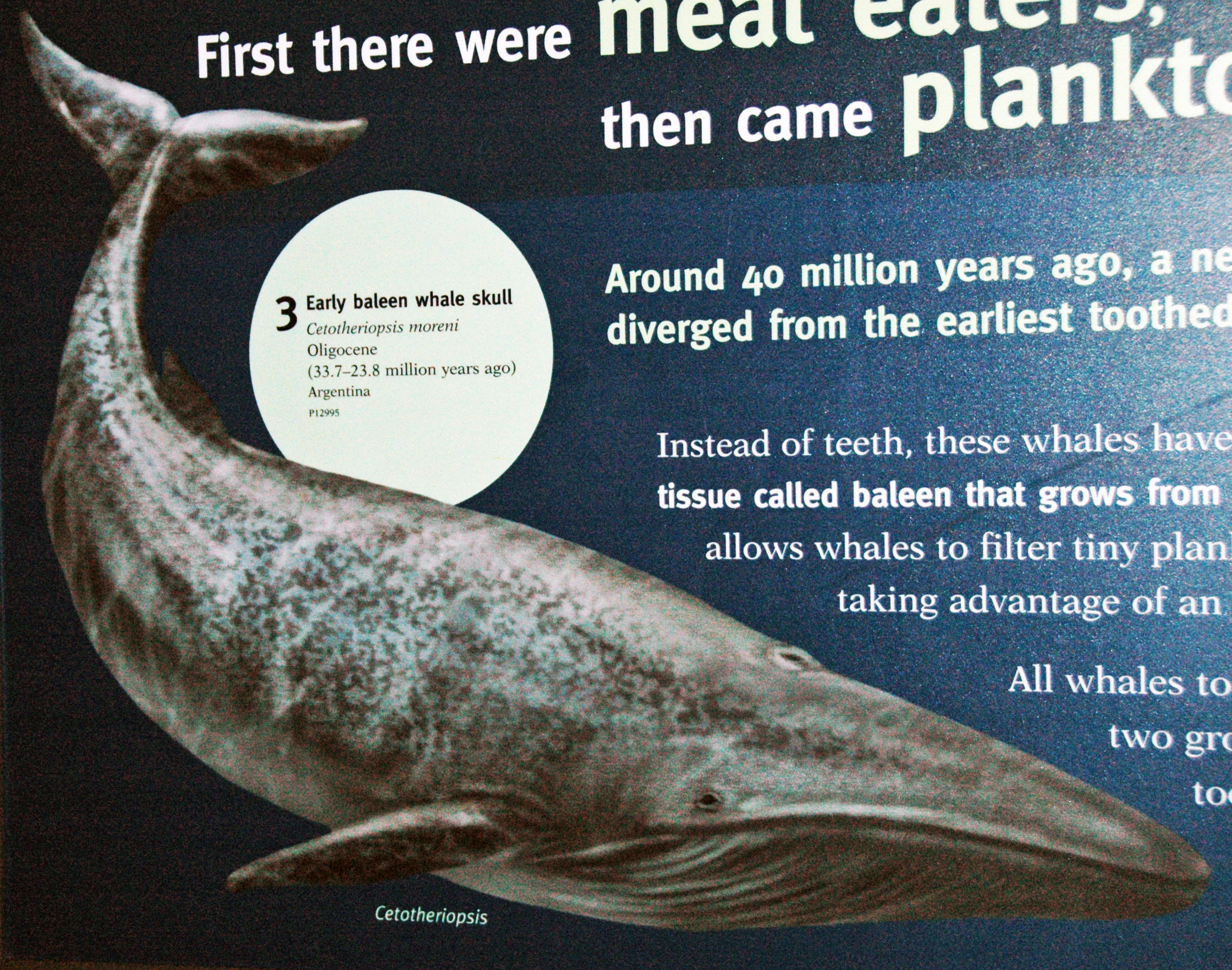
إعادة تصور/إحياء لشكل حوت أغلاوسيتوس موريني (Aglaocetus moreni)

تشير الأدلة النظائرية إلى أنه خلال الأوليغوسيني المبكر، كان المصدر الرئيسي للمياه العميقة هو شمال المحيط الهادئ والمحيط الجنوبي. ومع غرق سلسلة جبال جرينلاند-أيسلندا-فارو، وبالتالي ربط بحر النرويج-جرينلاند بالمحيط الأطلسي، بدأت المياه العميقة في شمال الأطلسي تلعب دورًا أيضًا. وتقترح النماذج الحاسوبية أنه بمجرد حدوث ذلك، بدأ الدوران الحراري الملحي يأخذ شكلاً أكثر حداثة.
تتمثل الأدلة على بداية تكوّن المياه العميقة الباردة في شمال الأطلسي خلال أوائل الأوليغوسيني في بداية ترسب انجرافات الرواسب في شمال الأطلسي، مثل انجرافات "فيني" وجنوب شرق جزر فارو.
بدأ تبريد المياه العميقة في المحيط الجنوبي بشكل أكيد بعد الانفتاح الكامل لممر تاسمان وممر دريك. وبغض النظر عن التوقيت الذي حدث فيه انفتاح ممر دريك، فإن تأثيره على تبريد المحيط الجنوبي كان سيكون متماثلًا.